# Бракна (область)
Бракна (араб. ولاية البراكنة‎, фр. Brakna) — область в Мавритании.
- Административный центр — город Алег.
- Площадь — 33 800 км²[1], население — 312 277 человек (2013 год)[1].

## География
На северо-западе граничит с областью Трарза, на северо-востоке с областью Такант, на востоке с областью Ассаба, на юго-востоке с областью Горголь, на юге с Сенегалом по реке Сенегал.
В Бракне расположено одно из крупных озёр Мавритании — Маль.

## История
Во 2-й половине XVII — начале XX веков здесь существовал независимый эмират. Во главе Бракны стояли эмиры из арабского (хасанского) рода улед-абдаллах. Экономика эмирата основывалась на кочевом скотоводстве (верблюды и овцы), а также земледелии в оазисах. Основная часть доходов эмира составляла дань, которую выплачивало берберское, а также негроидное население прилегающих к кочевьям хасанов районов долины реки Сенегал. Определённую часть доходов эмиры получали в виде пошлин с торговых караванов. Социальная структура эмирата носила кастово-этнический характер. На вершине её находилась аристократия — воины-хасаны, затем марабутские племена берберского происхождения, далее — данники-зенага, также берберского происхождения, ремесленники и гриоты и ниже всех — зависимые люди — харатины (вольноотпущенники) и рабы негроидного происхождения. В XVIII веке эмиры Бракны вели борьбу за гегемонию в Мавритании с эмирами Трарза. С 1903 года эмират находился под французским протекторатом. Экспансии французов пытался противостоять эмир Бракны Ахмеду II (1893—1905 годы), но потерпел неудачу. В 1934 году эмират Бракна аннексирован Францией.

## Административно-территориальное деление
Область делится на 5 департаментов:
- Алег
- Бабабе
- Боге
- Мбагне
- Магта-Лахджар